# Каменка (Троицкий район)
Каменка — посёлок в Троицком районе Челябинской области. Входит в состав Кособродского сельского поселения.

## История
Посёлок Каменка основан в 1891, как выселок Каменский. Относился к станице Кособродской 3-го военного отдела Оренбургского Казачьего Войска.   Первые поселенцы в выселке Каменский были оренбургскими казаками. Многие поселенцы прибыли в Каменку и построили первые дома  из посёлков  Кособродка, Подгорное,  Искра,  г. Астрахань, Белая Ключёвка.   В 1895 за выселком (89 душ мужского пола) закрепили 3605 десятин земли. В 1900 в нем было учтено 14 дворов (130 жителей). В 1929 на территории п.Каменка был организован колхоз им. Томина. С 1951 на территории п.Каменка располагалась бригада колхоза им. Ленина, а с 1956 — 2-е отделение совхоза «Кособродский», и с 1992 — 2-е отделение ООО «Целинное».  .

## География
Посёлон Каменка  расположен в западной части района, на берегу р. Уй. Рельеф — равнина (Западно-Сибирская равнина); ближайшие выс.— 273 и 300 м. Ландшафт — лесостепь. В окрестностях — редкие колки.    -   В п.Каменка имеется аномальное место, односельчане помнят за рекой, где Котельниковы перекаты, было небольшое глубокое родниковое озеро в котором водились  золотистого цвета караси. Многие ходили на озеро рыбачить но никто в этом озерце никогда ни купался, так как было суеверие, что озеро бездонное, а летом вода была очень холодная и плавать в нём было невозможно. В 1971 году озеро исчезло, а вместо воды стала возвышенность из песка. На сегодня это место зарастает Талой.
Поселок Каменка связан шоссейными дорогами с соседними населенными пунктами. Расстояние до районного центра (Троицк) 50 км, до центра сельского поселения (пос. Целинный) — 11 км.

## Население
| 2002 | 2010 |
| ---- | ---- |
| 124  | ↘83  |

Население — 124 чел. (в 1928—469, в 1971—335, в 1983—189, в 1995—174)  .